# مایکل بیری
مایکل بیری، یا ژنرال بیری، سرلشکرِ ارتش ایرلند و فرمانده کل نیروهای حافظ صلح سازمان ملل مستقر در لبنان است.